# GETEC Arena
GETEC Arena (indtil 2011: "Bördelandhalle") er en indendørs sportsarena i Magdeburg, Tyskland. Der er højest plads til 7.071 tilskuere til Håndboldkampe og plads til 6.820 ved boksning. Hallen benyttes primært af SC Magdeburgs bundesligahold.